# Kanotsport vid olympiska sommarspelen 1972

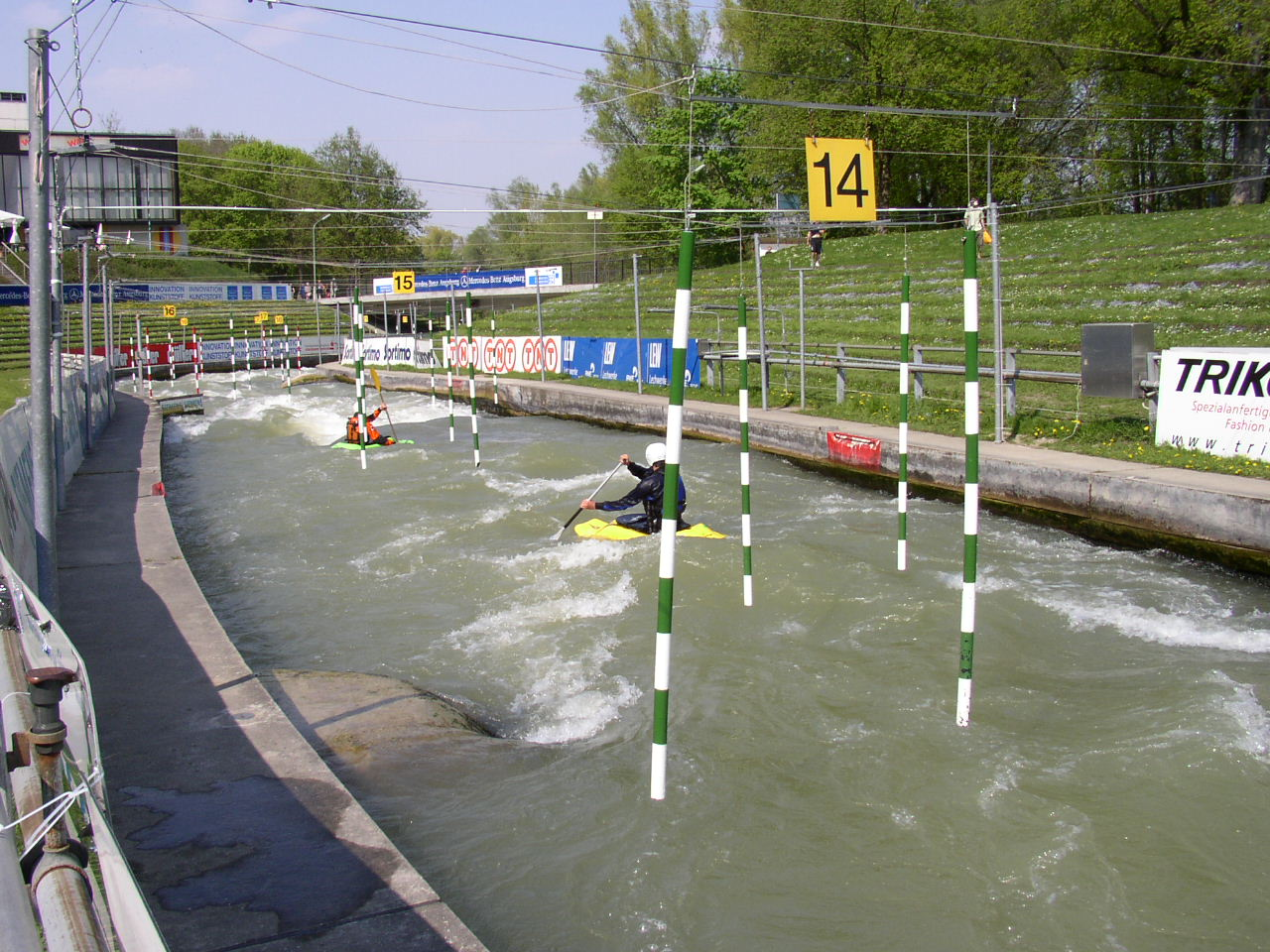
Eiskanal i Augsburg där kanotslalomtävlingarna hölls. (2006).

Vid de olympiska sommarspelen 1972 ägde åtta kanottävlingar för manliga och tre för kvinnliga idrottare rum. Kanotslalom var en nyhet i OS-sammanhang. Alla fyra grenarna vanns av östtyska kanotister. Kanotslalomtävlingarna hölls i Augsburg. Kanottävlingarna arrangerades på regattasträckan Oberschleißheim.

## Medaljtabell
| Pl. | Nation        | Guld | Silver | Brons | Totalt |
| --- | ------------- | ---- | ------ | ----- | ------ |
| 1   | Sovjetunionen | 6    | 0      | 0     | 6      |
| 2   | Östtyskland   | 4    | 1      | 1     | 6      |
| 3   | Rumänien      | 1    | 2      | 1     | 4      |
| 4   | Västtyskland  | 0    | 3      | 2     | 5      |
| 5   | Ungern        | 0    | 2      | 2     | 4      |
| 6   | Österrike     | 0    | 1      | 0     | 1      |
| 6   | Nederländerna | 0    | 1      | 0     | 1      |
| 6   | Sverige       | 0    | 1      | 0     | 1      |
| 9   | Bulgarien     | 0    | 0      | 1     | 1      |
| 9   | Frankrike     | 0    | 0      | 1     | 1      |
| 9   | Norge         | 0    | 0      | 1     | 1      |
| 9   | Polen         | 0    | 0      | 1     | 1      |
| 9   | USA           | 0    | 0      | 1     | 1      |

## Medaljsummering

### Slalom
| Event                   | Guld                                         | Silver                                          | Brons                                      |
| Herrar, C-1 Detaljer... | Reinhard Eiben Östtyskland                   | Reinhold Kauder Västtyskland                    | James McEwan USA                           |
| Herrar, C-2 Detaljer... | Östtyskland Walter Hofmann Rolf-Dieter Amend | Västtyskland Hans-Otto Schumacher Wilhelm Baues | Frankrike Jean-Louis Olry Jean-Claude Olry |
| Herrar, K-1 Detaljer... | Siegbert Horn Östtyskland                    | Norbert Sattler Österrike                       | Harald Gimpel Östtyskland                  |
| Damer, K-1 Detaljer...  | Angelika Bahmann Östtyskland                 | Gisela Grothaus Västtyskland                    | Magdalena Wunderlich Västtyskland          |

### Sprint
Herrar
Damer
| Event                     | Guld                                                | Silver                                    | Brons                                     |
| K-1 500 meter Detaljer... | Julia Rjabtjinskaja Sovjetunionen                   | Mieke Jaapies Nederländerna               | Anna Pfeffer Ungern                       |
| K-2 500 meter Detaljer... | Sovjetunionen Ljudmila Pinajeva Jekaterina Kurysjko | Östtyskland Ilse Kaschube Petra Grabowsky | Rumänien Maria Nichiforov Viorica Dumitru |